# Francesco Magni (medico)
Francesco Magni (Porta al Borgo, 15 luglio 1828 – Sanremo, 2 febbraio 1887) è stato un oculista e politico italiano.
Fu senatore del regno d'Italia nella XIII legislatura.
Massone, fu tra i fondatori della Loggia "Felsinea" di Bologna, appartenente al Grande Oriente d'Italia.
È sepolto nel Chiostro VII della Certosa di Bologna; il monumento funebre presenta un suo busto realizzato da Salvino Salvini.